# Socha svatého Jana Nepomuckého (Šaplava)
Socha svatého Jana Nepomuckého je pískovcová barokní socha na podstavě od neznámého autora. Na svůj náklad ji nechal roku 1764 postavit občan Šaplavy Jan Buček u silnice před domem čp. 26 v centru obce Šaplava v okrese Hradec Králové. Socha je od 14. dubna 2006 chráněna jako nemovitá kulturní památka ČR.

## Popis
Pískovcová socha svatého Jana Nepomuckého je umístěna v kamenném čtyřbokém konkávním ohrazení s nárožními pilířky umístěnými na pískovcovém schodě.
Socha světce v mírně podživotní velikosti je umístěna na trojdílném podstavci s konvexkonkávním půdorysem. Na nižším soklu je umístěn pilíř ozdobený po stranách volutami. Na čelní straně pilíře je umístěno zahloubené vykrajované pole s latinským nápisem „HONOR / AC / GLORIA / DIVO / IOANNI / NEPOMVCENO“. Na zadní straně pilíře se nalézá reliéf sv. Václava v oblacích, s praporcem a dvěma andílky, pod nímž je rytá kartuše s nápisem: „WACLAW SWATI KOHO CHRÁNÍ GEST OPATŘEN DOBRAU ZBRANI“. Na pravém boku pilíře, mezi volutami se nalézá nápis: Obnoven nákladem občanů 1894, 1934, 2004. Pilíř je zakončen vodorovnou římsou, na které stojí obdobně tvarovaném podstavci samotná socha světce. Střed římsy zdobí plastická kartuše s reliéfem jazyka.
Socha z místy polychromovaného pískovce představuje prostovlasého světce v obvyklém oděvu držícího v pravé ruce kovový zlacený krucifix a v levé biret. Světec má kolem hlavy svatozář s pěticí hvězd.
Sousoší bylo restaurováno v letech 1894, 1934 a 2004. Poslední restaurování sochy proběhlo v roce 2024.

## Galerie

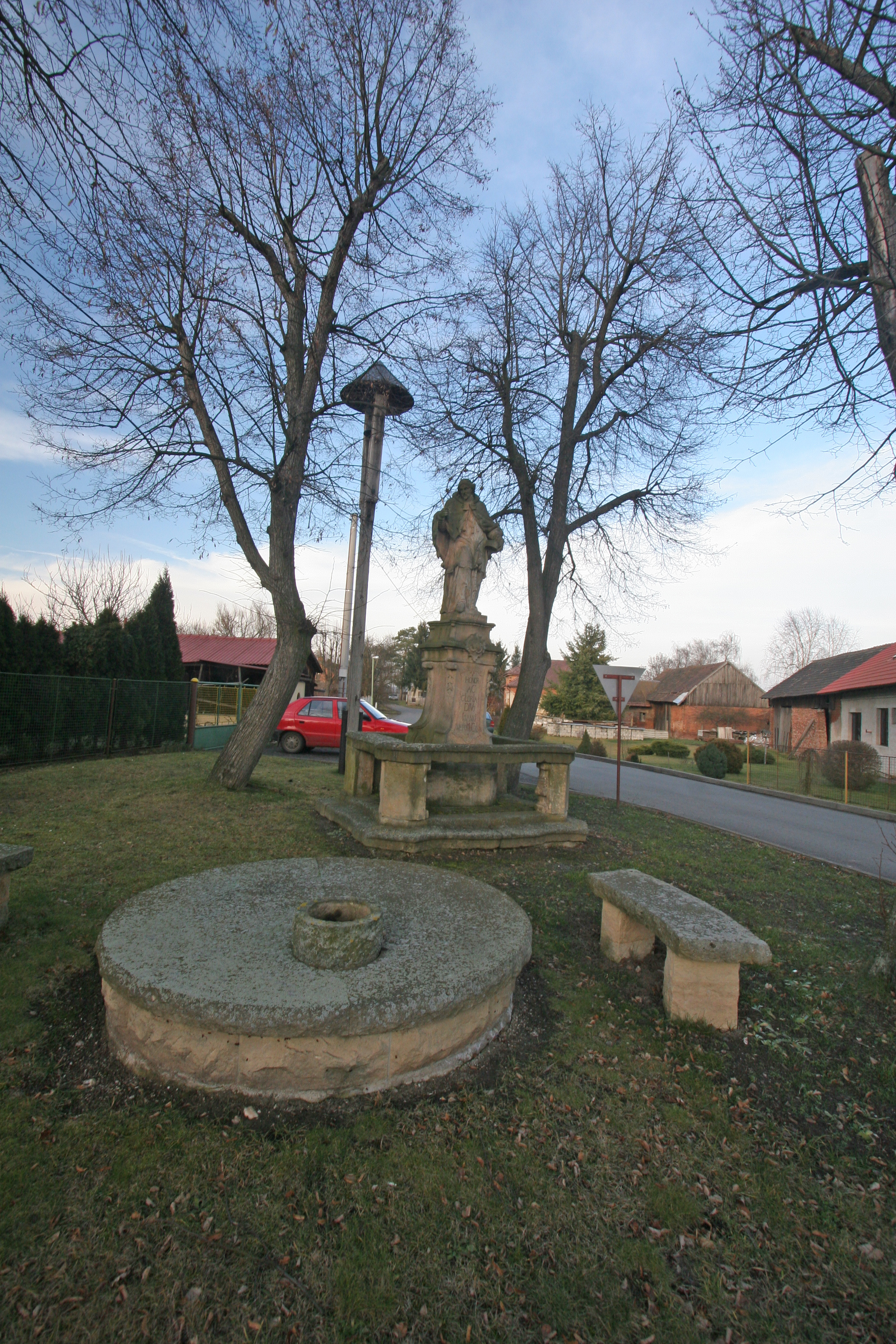
Socha svatého Jana Nepomuckého v Šaplavě
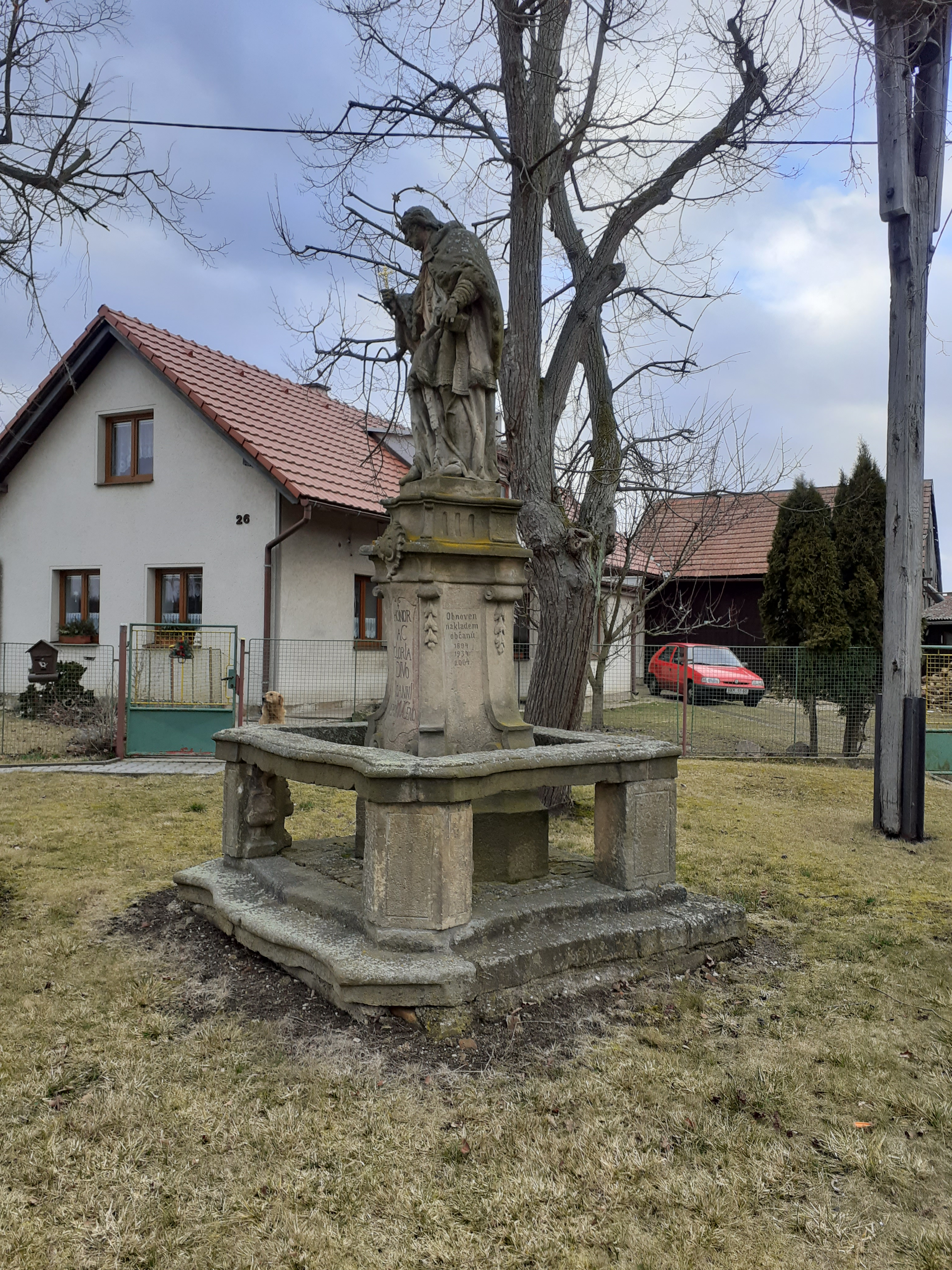
Socha svatého Jana Nepomuckého v Šaplavě
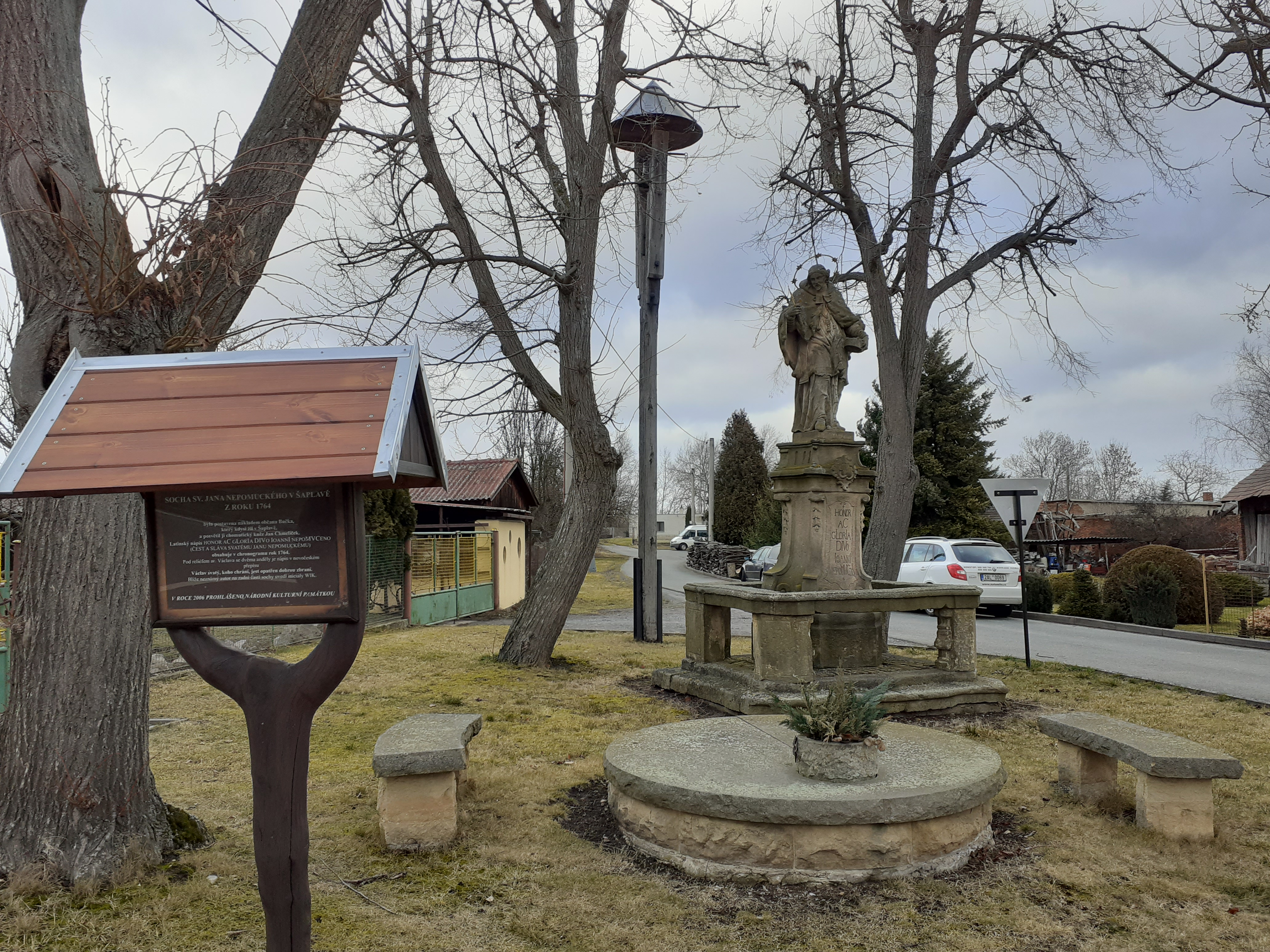
Socha svatého Jana Nepomuckého v Šaplavě